# Tequila Works
Tequila Works est une société espagnole de développement de jeux vidéo située à Madrid. Fondée en 2009 par Raúl Rubio et Luz Sancho, elle cesse ses activités en 2024.
Elle est principalement connue pour avoir développé les jeux Deadlight (2012) et Rime (2017).

## Historique
Tequila Works est fondée à Madrid en 2009 par Raúl Rubio Munárriz et Luz Sancho Rodríguez. Le 18 janvier 2012, Tequila Works annonce son premier projet : Deadlight. Le projet suivant de Tequila Works est Rime, un jeu vidéo de réflexion au départ prévu pour ne sortir que sur PlayStation 4. Cependant, au milieu du développement du jeu, l'équipe décide d'acquérir la propriété intellectuelle de la part de Sony, et il sort sur d'autres plateformes. Rime sort finalement en mai 2017,. L'entreprise collabore également avec GameTrust Games pour un projet en réalité virtuelle, intitulé The Invisible Hours, dans lequel les joueurs doivent résoudre un meurtre mystérieux.
En 2017 l’entreprise s'allie avec le développeur britannique, Cavalier Game Studios pour sortir The Sexy Brutale. L'entreprise sort également WonderWorlds avec le studio Glowmade basé à Guildford.
En février 2019, Sony Pictures Virtual Reality annonce un jeu en VR développé par Tequila Works, intitulé Groundhog Day: Like Father Like Son, qui se déroule vingt-six ans après les événements du film Un jour sans fin avec Bill Murray. Le jeu doit sortir à la fin de l'année 2019 sur PlayStation VR, Oculus Rift et HTC Vive. En mai 2019, Tequila Works révèle qu'ils travaillent sur deux projets en productions et un en préproduction.
En mars 2022, Tequila Works annonce avoir reçu un investissement de la part de Tencent qui va être utilisé pour agrandir le studio et développé davantage d'idées originales. L'investissement n'est pas entièrement révélé, tout ce qui est connu est qu'un conglomérat chinois, est l’actionnaire majoritaire de l'entreprise.
En octobre 2024, le studio déclare réduire ses effectifs, sans préciser le nombre d'employés licenciés, tout en abandonnant le développement d'un jeu non annoncé, afin de se recentrer sur un seul projet. Finalement, la société dépose le bilan le 13 novembre 2024 et arrête ses activités. Les droits d'exploitation de ses jeux et de ses propriétés intellectuelles sont mis aux enchères en avril 2025.

## Ludographie
- 2012 : Deadlight, édité par Microsoft Studios
- 2017 : The Sexy Brutale, codéveloppé par Cavalier Game Studios
- 2017 : Rime, édité par Grey Box et Six Foot
- 2017 : The Invisible Hours, édité par GameTrust Games
- 2017 : WonderWorlds, développé par Glowmade
- 2019 : Groundhog Day: Like Father Like Son, édité par Sony Pictures VR
- 2019 : Gylt
- 2023 : Song of Nunu, édité par Riot Forge